# Snokhachestvo
Snokhachestvo var en traditionell sedvänja i den ryska bondekulturen enligt vilken en svärfar tilläts ha sexuellt umgänge med sin sons hustru under sonens frånvaro. Seden tros härstamma från tiden för kristendomen, då kvinnor fick gifta sig med två män samtidigt, men blev efter kristendomen umgänge mellan en mans hustru och hans far istället för två äkta män. Denna sed noteras ha blivit vanligare under 1800-talet, då det blev vanligt för unga män ur bondebefolkningen att inkallas i krigstjänst och vara frånvarande långa perioder. Seden fördömdes av andra samhällsklasser, men inom bondeklassen uppfattades den inte som kontroversiell.